# Max Meyer (Mediziner)

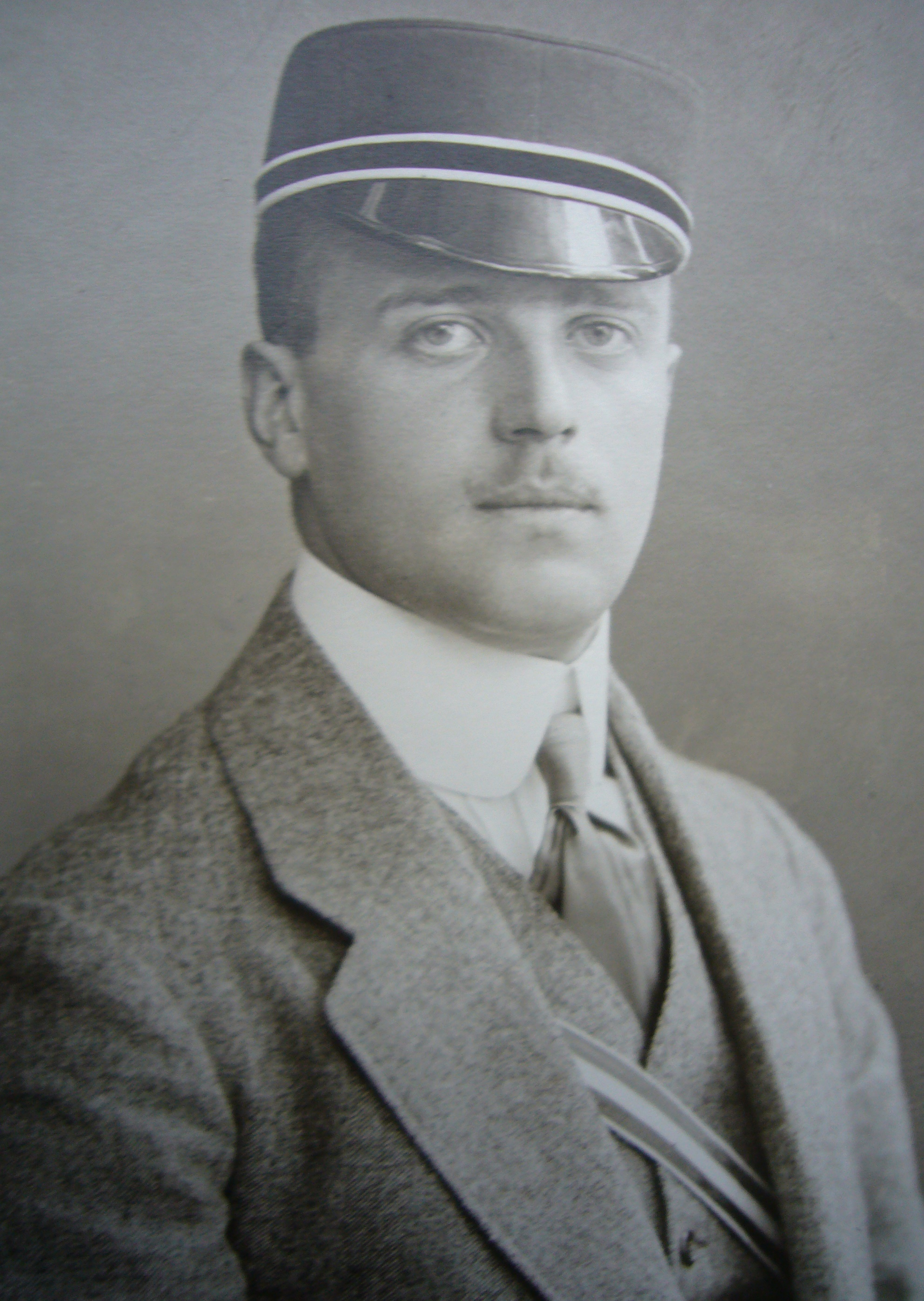
Max Meyer als „Straßburger Schwabe“ (1910)

Max Meyer (* 8. Februar 1890 in Berlin; † 6. November 1954 in Würzburg) war ein deutscher Hals-Nasen-Ohren-Arzt und Klinikdirektor sowie Hochschullehrer in Teheran und Würzburg.

## Leben
Als Sohn des angesehenen Ohrenarztes Edmund Meyer und seiner im Jahr 1916 durch Suizid verstorbenen Frau studierte Meyer Medizin an der Kaiser-Wilhelms-Universität Straßburg und zwischenzeitlich an der Ruprecht-Karls-Universität Heidelberg. Alle Examen machte er in Straßburg. Er wurde zudem promoviert. Vom 9. August 1914 bis zum 8. Januar 1919 nahm er als Assistenzarzt und Oberarzt d. R. am Ersten Weltkrieg teil, davon drei Jahre als Bataillonsarzt eines Jägerbataillons, zuletzt als Führer einer Sanitätskompanie. Er wurde zweimal verwundet. Die HNO-Ausbildung begann Meyer im Berliner Krankenhaus Charlottenburg-Westend. Am 1. Februar 1920 kam er an die Universitätsklinik der Universität Würzburg als junger Assistent von Paul Manasse, bei dem er schon in Straßburg gearbeitet hatte. Dort wurde er Oberarzt der Universitäts-Hals-Nasen-Ohrenkliniik. Der Hörsaal der neuen Würzburger Klinik wurde am 14. Februar 1923 mit Meyers Antrittsvorlesung als habilitierter Privatdozent eröffnet. In Würzburg wurde er am 4. März 1927 Extraordinarius.
Er war Teilnehmer der 1915 von Assistenten der Würzburger Universitätskliniken gegründeten Freitagsgesellschaft (Würzburg). Die Referierabende durchführende Gesellschaft löste sich, nachdem die Mitglieder eine leitende Universitätsstelle erhalten habe, 1932/1933 auf.
Da ihm als Juden von den Nationalsozialisten am 31. Dezember 1935 die Lehrbefugnis entzogen wurde, verließ er Deutschland und arbeitete vom 1. Oktober 1935 bis zum 30. September 1940 als Direktor der HNO-Klinik vom Staatlichen Musterkrankenhaus in Ankara. Dort hatte auch der jüdische Pädiater Albert Eckstein Zuflucht gefunden. Zum 1. Juli 1941 wurde Meyer auf den HNO-Lehrstuhl der Universität Teheran berufen, wo er bis zum 30. September 1947 blieb. Als er nach Deutschland zurückkehrte, wurden ihm vier Lehrstühle angeboten. Er entschied sich für das in Trümmern liegende Würzburg, wo er ausgebildet worden war und glückliche Ehejahre verbracht hatte. Er war ab 18. Oktober 1947 ordentlicher Professor für Nasen-Hals-Ohrenheilkunde und trat am 20. Oktober 1947 seinen Dienst als Direktor der Klinik und Poliklinik für Hals-Nasen-Ohrenkranke in der Josef-Schneider-Straße 2 (Bau 13) an. Im Mittelpunkt der Medizinischen Fakultät stand das Luitpold-Krankenhaus, in dem Meyer die HNO-Klinik als Direktor wieder aufbaute. Zu seinen wissenschaftlichen Assistenten gehörte Hans-Heinz Naumann. Schon 1948 wurde er Dekan. 1951/52 und 1952/53  war er Rektor, seitdem Prorektor der Universität. Nach eher harmlosen Verletzungen durch einen Verkehrsunfall starb Meyer an einer Thrombose mit Nierenversagen in der Würzburger Klinik.
Mit einem vom Corps Bavaria Würzburg ausgerichteten Staatsbegräbnis ehrten ihn die Universität, die Studentenschaft, das Land Bayern, die Stadt Würzburg, Kollegen,  Wissenschaftler und seine beiden Corps in der Vorhalle der Universität. Es sprachen u. a. Staatsrat Hans Meinzolt für das Bayerische Staatsministerium, der Rektor und der Dekan der Medizinischen Fakultät, der Oberbürgermeister, die Vertreter des Allgemeinen Studentenausschusses und des Universitätsbundes sowie die Altherrenvorstände von Meyers beiden Corps (A. Krause und G. Schmitt). Beim Glockengeläut der Würzburger Kirchen flankierten Tausende den Trauerzug zum Friedhof. Zu Meyers Ehren veranstaltete die Würzburger Studentenschaft am 18. November 1954 einen Trauerkommers in den Huttensälen.

## Corpsstudent
Auf Empfehlung von Rudolf von Bennigsen, Ehrenmitglied von Suevia Straßburg, schloss sich Meyer 1910 in Straßburg dem Corps Suevia Straßburg an. In seinen Würzburger Jahren verkehrte er regelmäßig bei dem befreundeten Corps Bavaria Würzburg. Aus dem Exil zurückgekehrt, engagierte er sich in Marburg sofort und vehement für die Rekonstitution seiner Suevia, die den Aktivenbetrieb dann auch in Marburg wieder aufnahm.
Als einer der ersten Nachkriegsrektoren stellte er sich aus innerster Überzeugung gegen die Diffamierung der studentischen Korporationen. In den Rektorenkonferenzen, die sich 1949 mit dem Tübinger Beschluss gegen das Verbindungswesen positioniert hatten, stellte er sich nicht nur vor die waffenstudentischen, sondern auch vor die weltanschaulichen und religiösen Verbindungen. Auf Einladung des damaligen Bundesinnenministers Robert Lehr trafen sich die Rektoren und die Verbändevertreter am 12. November 1952 in Düsseldorf. Meyer saß bei den Verbänden, nicht bei den Rektoren. Schon 1949 saß er im  Würzburger Senatsausschuss für Korporationen.
Am 15. September 1951 kamen führende Vertreter des Verbandes Alter Corpsstudenten in Meyers Wohnung überein, die Kösener Congresse in Würzburg abzuhalten. Meyers gutes Verhältnis zur Stadtverwaltung ermöglichte auch die Unterbringung der Teilnehmer in der zerstörten Stadt. Das Angebot, die Festrede auf dem Kösener Congress 1953 zu halten, lehnte er ab, weil er im Hintergrund wirken wollte:
„Ich sehe meine Aufgabe darin, in täglicher Kleinarbeit und im täglichen Zusammenwirken mit den Studenten eine Situation zu schaffen, in der die Korporationen wieder frei atmen und ihre Eigenarten möglichst ungehindert entfalten können. Weiter hoffe ich, etwas dazu beitragen zu können, daß den Korporationen Wege gezeigt werden, auf denen sie, unbeschadet ihrer Überlieferung, an den Aufgaben der Hochschule direkt stärker mitwirken können als früher.“
Am 10. Mai 1954 hielt er die Festrede auf dem gemeinsamen Kommers aller Würzburger Korporationen. Zum ersten Mal in seiner Geschichte verlieh das Corps Bavaria Würzburg Meyer am 29. Mai 1954 (einstimmig) das Band.

„Sein Beispiel einer vorurteilsfreien Toleranz, eines achtungsvollen Respekts vor dem Andersdenkenden, ohne die Treue zur eigenen Art und Überzeugung zu leugnen, werden eine immerwährende Verpflichtung für die Corpsbrüder bleiben.“

Meyer hat „verhindert, daß im ersten Dezennium unserer jungen Bundesrepublik Deutschland Metternichscher Geist auf den Universitäten einzog. So hat er dem Frieden unter der Studentenschaft und dem sozialen Frieden unseres Staates einen bedeutsamen Dienst erwiesen.“ Nach Max Meyer wurde ein im Jahre 2013 erstmals verliehener und von Corpsstudenten gestifteter Preis zur Förderung von Nachwuchsforschung benannt, der Rektor-Max-Meyer-Preis.

## Ehrungen
- Verwundetenabzeichen in Schwarz
- Eisernes Kreuz 2. und 1. Klasse
- Dr. med. h. c.  der Universität Athen 1937
- Ehrenmitglied von sechs wissenschaftlichen Gesellschaften
- Gastvorlesungen an der Universidad de la República, Montevideo (1950)
- Guyot-Preis der Universität Groningen
- Wahl in die Deutsche Akademie der Naturforscher Leopoldina (1953)

## Rektor-Max-Meyer-Preis
Seit 2013 wird alle zwei Jahre der mit 2500 Euro dotierte Rektor-Max-Meyer-Preis an Nachwuchsforscher vergeben. Die Würzburger Corps und Altherrenschaften finanzieren diesen Preis.